# Škrinjica koja svira (1957.)
Škrinjica koja svira je hrvatska televizijska drama iz 1957. godine, po režiji i scenariju Marija Fanellija. Riječ je o televizijskoj adaptaciji istoimenog djela japanskog autora Nakamure Šinkičija (jap. Nakamura Shin'ichiro).
Premijerno je prikazana 2. lipnja 1957. na Televiziji Zagreb.

## Glumačka postava
- Ksenija Dedić
- Jovan Ličina
- Zlatko Madunić